# Hans-Jürgen Montag
Hans-Jürgen Montag (* 1941; † 25. September 1997 in München) war ein deutscher Sport-Physiotherapeut.
Montag begann nach seiner Ausbildung als Physiotherapeut beim TSV 1860 München. Von 1970 bis 1982 bekleidete er diese Funktion bei der deutschen Hockeynationalmannschaft der Herren und begleitete so fünfmal Olympische Spiele sowie Welt- und Europameisterschaften. Von ihm ausgebildet wurde in dieser Zeit Hermann Rieger. 1984 holte ihn der neue Teamchef Franz Beckenbauer zur deutschen Fußballnationalmannschaft. Er blieb deren Physiotherapeut bis zu seinem frühen Tod 1997 nach kurzer, schwerer Krankheit.
Montag arbeitete zuletzt eng mit Hans-Wilhelm Müller-Wohlfahrt, dem Arzt der Fußballnationalmannschaft zusammen und unterhielt ab 1995 eine Praxis in der Sportschule Oberhaching. Er verfasste außerdem einige Fachbücher zum Thema Physiotherapie und medizinische Rehabilitation, die allesamt mehrere Auflagen erreichten und in mehrere Sprachen übersetzt wurden. Er galt als Taping-Experte und Pionier des Tapings in Deutschland.
Montag war verheiratet und hinterließ drei Kinder.

## Werke
- zusammen mit Peter D. Asmussen: Funktionelle Verbände am Bewegungsapparat. Ein Leitfaden für die Verbandtechnik. Industrie-Contact, Hamburg 
  - 11981. ISBN 978-3-922563-10-5
  - 21982. ISBN 978-3-922563-11-2
- zusammen mit Peter D. Asmussen: Taping-Seminar. Ein Lehr- und Übungsbuch die funktionellen Verbände am Bewegungsapparat, ihre Wirkungsweise, Anwendungsgebiete und die empfohlene Verbandtechnik. 
  - Perimed-Fachbuch, Erlangen 11988. ISBN 978-3-88429-299-0
  - überarbeitete und ergänzte Auflage. Perimed-spitta, Medizinische Verlags-Gesellschaft. Nürnberg 21993. ISBN 978-3-929165-16-6
  - Perimed-spitta, Medizinische Verlags-Gesellschaft. Nürnberg 31993. ISBN  978-3-929587-44-9
  - Spitta, Balingen 41998. ISBN 978-3-932753-12-1
  - Spitta, Balingen 52003. ISBN 978-3-934211-58-2
- zusammen mit Peter. D. Asmussen: Taping seminar. A text and work book on functional dressings on the locomotor system, their function, fields of application and the recommended dressing technique. perimed-Fachbuch, Erlangen 1990. ISBN 978-3-88429-372-0
- zusammen mit Hans-Wilhelm Müller-Wohlfahrt: Verletzt … was tun? Hilfe zur Selbsthilfe bei Sportverletzungen. Wero Press, Pfaffenweiler
  - 1[1996]. ISBN 3-9805310-0-7
  - 21997. ISBN 978-3-9805310-0-9
  - 32000. ISBN 978-3-9806973-3-0
  - [4]2006. ISBN 978-3-937588-19-3 (Sonderausgabe für Lidl)